# Luca Messi
Luca Messi (Bergamo, 12 febbraio 1975) è un ex pugile italiano.

## Biografia
La sua famiglia è originaria di Recanati. Lontano parente dell'omonimo calciatore Lionel, con cui condivide le origini familiari, è cresciuto a Ponte San Pietro (BG). Diventa professionista nel 1998, dopo aver vinto la medaglia di bronzo ai Campionati Italiani dilettanti pesi Welter del 1996 e la medaglia di argento nella stessa competizione l'anno dopo. Messi si allenava presso la palestra Bergamo Boxe.
I suoi combattimenti più importanti da professionista sono molti. Nel 1999 e nel 2000 tenta la conquista della cintura di campione italiano categoria Pesi welter, senza però riuscirci in entrambe le occasioni. Ci riuscirà l'8 marzo 2002. Prima della conquista della cintura italiana, riesce a conquistare il titolo di Campione Intercontinentale W.B.U. dei pesi Welter.
Nel 2002 diventa Campione Intercontinentale W.B.A.; deterrà il titolo fino al dicembre del 2003. Tenta di riconquistare il titolo il 30 aprile 2004, ma non riesce. Il 16 aprile 2005 diventa Campione Italiano dei medi junior, e prova il 13 agosto 2005 (a Chicago) a conquistare anche titolo mondiale dei medi junior, senza riuscirci. Anche 27 agosto 2006 subisce una sconfitta: l'assalto all'europeo dei pesi medi junior è invano. Nello stesso anno apre una propria palestra nella provincia di Bergamo.
Il 25 aprile 2015 combatte per l'ultima volta nella categoria Pesi superwelter contro Gianmario Grassellini e chiude di fatto la sua carriera agonistica.

## Record
- 50 incontri da professionista di cui 38 vittorie, 1 pareggio e 11 sconfitte.

## Titoli vinti
- Campione Intercontinentale W.B.U. dei pesi welter (2001)
- Campione Italiano dei pesi Welter (2002)
- Campione Intercontinentale W.B.A. (2002)
- Campione Italiano dei pesi medi junior (2005)

## Carriera politica
Iscritto già da tempo al partito Alleanza Nazionale, Luca Messi si candidò nel 2005 come consigliere regionale in Lombardia, senza successo.
Il 9 maggio 2009 viene ufficialmente presentata la sua candidatura nelle liste del Popolo della Libertà per le amministrative del comune di Bergamo. In quest'occasione il pugile mira, come da lui stesso dichiarato, all'assessorato allo sport e alle politiche giovanili, detenuto attualmente, in una giunta di centro-sinistra, dall'ex giocatore dell'Atalanta Fabio Rustico.